# ميمي هينريتش
ميمي هينريتش (بالدنماركية: Mimi Heinrich)‏ هي ممثلة دانمركية، ولدت في 1 نوفمبر 1936 بكوبنهاغن في الدنمارك، وتوفيت في 31 مايو 2017.

## وصلات خارجية
- ميمي هينريتش على موقع IMDb (الإنجليزية)
- ميمي هينريتش على موقع ألو سيني (الفرنسية)
- ميمي هينريتش على موقع أول موفي (الإنجليزية)
- ميمي هينريتش على موقع قاعدة بيانات الأفلام السويدية (السويدية)
- ميمي هينريتش على موقع قاعدة بيانات الفيلم (الإنجليزية)
- ميمي هينريتش على موقع كينوبويسك (الروسية)